# Янтарь-4К1
Янтарь-4К1 (индекс ГУКОС — 11Ф693, кодовое обозначение МО СССР «Октан») — серия советских специализированных спутников видовой разведки семейства «Янтарь», применявшихся для системы наблюдения и детальной фотосъёмки земной поверхности. Разработан «ЦСКБ», город Куйбышев. Установленная, на аппаратах такого класса, прецизионная оптика позволяет фиксировать на фотоплёнке детали земной поверхности размером до ?? м.

## История
Эскизный проект (ЭП) аппарата 11Ф693 «Янтарь-4К1» был выполнен ЦСКБ в апреле 1977 года. 1 июля того же года, на совместном Научно-техническом совете Министерств общего машиностроения, оборонной промышленности и обороны успешно состоялась защита проекта, по результатам которой было выдано техническое задание на спутник и все его системы, в том числе фотоаппаратуру «Жемчуг-18» ПО «Красногорский завод».
В 1978 году создание «Янтаря-4К1» было в основном завершено, а в 1979 году закончилось изготовление экспериментальных установок и первого лётного образца спутника. Первый спутник 11Ф693 «Янтарь-4К1» в рамках лётно-конструкторских испытаний (ЛКИ) комплекса был выведен на орбиту наклонением 62,8° с космодрома Плесецк 27 апреля 1979 года. Высоты полёта соответствовали орбитам «Янтаря-2К»: апогей 336 км, перигей 174 км. Спутник успешно пробыл на орбите 30 суток и 27 мая специальный отсек с плёнкой совершил посадку. Второй аппарат успешно отработал на орбите с 29 апреля по 12 июня 1980 года — всю расчётную продолжительность полёта, как результат было принято решение, что третий испытательный запуск станет зачётным. Третий, зачётный пуск в рамках ЛКИ был выполнен с Байконура, его программа была успешно выполнена с 30 октября по 12 декабря 1980 года. По результатам ЛКИ Госкомиссия выдала рекомендации о принятии спутника на вооружение Советской Армии и в 1981 году комплекс детальной фоторазведки «Янтарь-4К1» («Октан») был принят на вооружение приказом министра обороны СССР № 00153.
В штатной эксплуатации аппараты типа «Октан» находились в период 1982—1983 годов, одновременно с КА серии «Янтарь-2К». Они выводились на орбиты наклонением 67,1-67,2° с северного космодрома страны — «Плесецка», а с Байконура — на орбиты наклонением 64,9°, один спутник (Космос-1457), в апреле 1983 года был выведен на более полярную орбиту 70,4°. Высоты орбит были такими же, как у «Янтарей-2К». Поскольку массово-габаритные характеристики аппарата были практически идентичны КА «Янтарь-2К», для вывода на орбиту использовалась та же ракета-носитель 11А511У «Союз-У» в комплектации с тем же обтекателем 11С516.
Все 12 изготовленных лётных аппарата 11Ф693 были успешно запущены и отработали на орбите. Последний запуск спутника «Октан» состоялся 30 ноября 1983 года, он находился на орбите 44 дня. В 1984 году, приказом министра обороны СССР № 0085 разведывательные спутники «Феникс» и «Октан» были сняты с вооружения, им на смену пришли космические аппараты типа «Кобальт».

## Характеристики
Спутник 11Ф693 «Янтарь-4К1» внешне представлял собой практически точную копию КА «Янтарь-2К», но в отличие от последнего оснащался фотокамерой типа «Жемчуг-18» вместо «Жемчуг-4», некоторые отличия были также в служебных системах.
Штатный срок активного существования этих аппаратов на орбите, составлял до 45 суток, против 30 суток у «Янтаря-2К». Масса аппарата — 6,6 тонны. Спутники этой серии, как и их предшественники «Фениксы», использовали две возвращаемые капсулы с плёнкой для доставки информации на Землю.

## Список запусков
| Серийный № | Официальное наименование | Дата запуска (МСК) | Стартовый комплекс | NSSDC ID  | i     | На, км | Нp, км | Т, мин | Дата посадки | Длительность полёта, сут. | Примечания |
| ---------- | ------------------------ | ------------------ | ------------------ | --------- | ----- | ------ | ------ | ------ | ------------ | ------------------------- | ---------- |
| 1          | Космос-1097              | 27.04.1979 20:15   | Плесецк 43/3       | 1979-037A | 62,8° | 357    | 180    | 89,6   | 25.05.1979   | 30                        |            |
| 2          | Космос-1177              | 29.04.1980 16:30   | Плесецк 43/3       | 1980-035A | 67,2° | 365    | 181    | 89,7   | 12.06.1980   | 44                        |            |
| 3          | Космос-1218              | 30.10.1980 13:00   | Байконур           | 1980-086A | 64,9° | 374    | 178    | 89,7   | 12.12.1980   | 43                        |            |
| 215        | Космос-1377              | 08.06.1982 15:00   | Байконур           | 1982-057A | 64,9° | 362    | 179    | 89,7   | 22.07.1982   | 44                        |            |
| 216        | Космос-1399              | 04.08.1982 14:30   | Байконур           | 1982-078A | 64,9° | 371    | 179    | 89,7   | 16.09.1982   | 43                        |            |
| 217        | Космос-1424              | 16.12.1982 13:00   | Байконур           | 1982-117A | 64,9° | 371    | 179,4  | 89,7   | 28.01.1983   | 43                        |            |
| 248        | Космос-1442              | 25.02.1983 15:45   | Плесецк 41/1       | 1983-012A | 67,2° | 364    | 180    | 89,6   | 11.04.1983   | 45                        |            |
| 214        | Космос-1457              | 26.04.1983 13:00   | Байконур           | 1983-039A | 70,4° | 376    | 180    | 89,8   | 08.06.1983   | 45                        |            |
| 250        | Космос-1466              | 26.05.1983 15:00   | Байконур           | 1983-050A | 64,9° | 367    | 180    | 89,7   | 06.07.1983   | 41                        |            |
| 252        | Космос-1489              | 10.08.1983 16:00   | Байконур           | 1983-083A | 64,7° | 323    | 182    | 89,3   | 23.09.1983   | 44                        |            |
| 251        | Космос-1496              | 07.09.1983 16:24   | Плесецк 16/2       | 1983-093A | 67,2° | 362    | 182    | 89,6   | 19.10.1983   | 42                        |            |
| 249        | Космос-1511              | 30.11.1983 16:45   | Плесецк 41/1       | 1983-117A | 67,2° | 368    | 181    | 89,7   | 13.01.1984   | 44                        |            |